# Changyang
Der Autonome Kreis Changyang der Tujia (chinesisch 长阳土家族自治县, Pinyin Chángyáng Tǔjiāzú Zìzhìxiàn) ist ein autonomer Kreis der Tujia in der chinesischen Provinz Hubei. Er gehört zum Verwaltungsgebiet der bezirksfreien Stadt Yichang. Changyang hat eine Fläche von 3.419 km² und zählt 382.000 Einwohner (Stand: Ende 2019). Sein Hauptort ist die Großgemeinde Longzhouping (龙舟坪镇).

## Administrative Gliederung
Auf Gemeindeebene setzt sich der autonome Kreis aus neun Großgemeinden und sieben Gemeinden zusammen.